# Борчелт, Фред
Эрл Фредерик Борчелт (англ. Earl Frederick Borchelt; род. 12 июня 1954, Статен-Айленд, Нью-Йорк) — американский гребец, выступавший за сборную США по академической гребле в период 1971—1984 годов. Серебряный призёр летних Олимпийских игр в Лос-Анджелесе, серебряный и бронзовый призёр чемпионатов мира, победитель и призёр многих регат национального значения.

## Биография
Фред Борчелт родился 12 июня 1954 года в боро Статен-Айленд, Нью-Йорк.
Занимался академической греблей во время учёбы в Ратгерском университете, состоял в местной гребной команде, неоднократно принимал участие в различных студенческих регатах. Окончил университет в 1976 году, получив степень в области керамической инженерии. Позже проходил подготовку в лодочном клубе «Потомак» в Вашингтоне.
Впервые заявил о себе в гребле на международном уровне в 1971 и 1972 годах, выступив на юниорских мировых первенствах.
В 1976 году вошёл в основной состав американской национальной сборной и благодаря череде удачных выступлений удостоился права защищать честь страны на летних Олимпийских играх в Монреале. В зачёте распашных рулевых четвёрок сумел квалифицироваться лишь в утешительный финал B и расположился в итоговом протоколе соревнований на 11 строке.
После монреальской Олимпиады Борчелт остался в составе гребной команды США и продолжил принимать участие в крупнейших международных регатах. Так, в 1977 году он выступил на чемпионате мира в Амстердаме, где в безрульных четвёрках занял итоговое 12 место.
В 1978 году на мировом первенстве в Карапиро финишировал шестым в безрульных двойках.
В 1979 году побывал на чемпионате мира в Бледе, откуда привёз награду бронзового достоинства, выигранную в рулевых двойках.
Находился в составе олимпийской сборной, которая должна была участвовать в Олимпийских играх 1980 года в Москве, однако Соединённые Штаты вместе с несколькими другими западными странами бойкотировали эти соревнования по политическим причинам. Много лет спустя за пропуск этой Олимпиады Борчелт был награждён Золотой медалью Конгресса США.
В 1981 году стал серебряным призёром в рулевых четвёрках на мировом первенстве в Мюнхене.
На чемпионате мира 1982 года в Люцерне добавил в послужной список бронзовую медаль, полученную в зачёте рулевых четвёрок.
В 1983 году в той же дисциплине стартовал на мировом первенстве в Дуйсбурге, но на сей раз попасть в число призёров не смог, занял итоговое седьмое место.
Находясь в числе лидеров американской национальной сборной, благополучно прошёл отбор на домашние Олимпийские игры 1984 года в Лос-Анджелесе. В составе экипажа-восьмёрки пришёл здесь к финишу вторым, уступив в решающем заезде только команде из Канады, и тем самым завоевал серебряную олимпийскую медаль. Вскоре по окончании этих соревнований принял решение завершить спортивную карьеру.
Впоследствии работал школьным учителем физики, занимался тренерской деятельностью.